# Bunseo
Bunseo (kor. 분서왕, chiń. trad. 汾西王; zm. 304) – dziesiąty władca Baekje, jednego z Trzech Królestw Korei, panujący w latach 298–304.
Najstarszy syn poprzedniego króla Chaekgye.

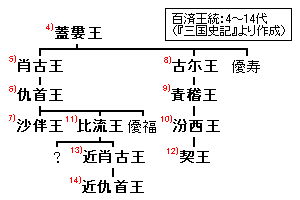
Genealogia królów Baekje zh

Jak podaje Samguk sagi, po objęciu tronu w 298 ogłosił powszechną amnestię, zaś w 299 roku odwiedził chram Dongmyeonga (założyciela Goguryeo, będącego też protoplastą dynastii rządzącej w Baekje). W 304 roku wysłał wojska przeciw komanderii Lelang. W odwecie zarządca komanderii nasłał na niego zamachowców, którzy zabili króla Baekje.
Po śmierci Bunseo jego małoletni synowie nie mogli przejąć władzy, dlatego następnym królem został Biryu, młodszy syn Gusu (siódmego króla Baekje). Dopiero następcą Biryu został syn Bunseo, Gye.